# Walter Andreas Schwarz
Walter Andreas Schwarz (* 2. Juni 1913 in Aschersleben, Harz; † 1. April 1992 in Heidelberg) war ein deutscher Sänger, Schriftsteller, Kabarettist, Hörspielautor und -sprecher sowie Übersetzer für die BBC.

## Leben
Schon mit neun Jahren stand Walter Andreas Schwarz erstmals auf einer Bühne. Nach dem Abitur 1932 am Gymnasium Stephaneum verließ er Aschersleben, um in Wien als Schauspieler zu arbeiten und dort Germanistik, Französisch, Englisch und Musikwissenschaften zu studieren. Erste Auftritte führten ihn ans Wiener Volkstheater. Am Max-Reinhardt-Seminar war er Schüler, es folgten Engagements in Berlin, Hamburg, Frankfurt am Main, Bonn und Mannheim.
Wegen seiner jüdischen Abstammung wurde er 1938 mit seiner Familie in das KZ-Außenlager Holzen im heutigen Niedersachsen verschleppt, wo er bis Kriegsende interniert war. Seine Eltern starben, er selbst soll nur deshalb überlebt haben, weil der Lagerkommandant ein ehemaliger Schulfreund war. Seine Erfahrungen mit der Aufarbeitung der NS-Vergangenheit ließ Schwarz im Januar 1967 in die Hörfunksendung Wiedergutmachung einfließen, die von HR und WDR produziert wurde. „Aus der Sicht eines Betroffenen“ kritisierte er dort die bundesdeutsche Bürokratie und bedauerte, dass er bzw. die autobiografisch zu verstehende Person, die er als Fallbeispiel nahm, nach zwanzigjähriger Wartezeit immer noch nicht das Recht bekommen habe, das er „zu finden hoffte“. Stattdessen gab es eine „Abschlagszahlung aus einem Vergleichsangebot, das man ihm nahelegte, um seinen Fall endlich abschließen zu können“. Er stellte auch die Frage, ob die behördlichen Forderungen der „Parteibuchbeamten“ oder der KZ-Überlebenden Vorrang haben sollten.
Im Jahre 1956 nahm er mit dem selbstkomponierten und ebenfalls autobiografisch geprägten Titel Im Wartesaal zum großen Glück am Grand Prix Eurovision teil und war damit (zusammen mit Freddy Quinn) der erste deutsche Vertreter bei diesem Wettbewerb. Auf die weitgehende Verdrängung der NS-Vergangenheit in den 1950er Jahren anspielend, heißt es im Text: „Und man baute am Kai der Vergangenheit / Einen Saal mit Blick auf das Meer / Und mit Wänden aus Träumen gegen die Wirklichkeit / Denn die liebte man nicht sehr“. Bei der deutschen Vorentscheidung am 1. Mai 1956 im Großen Sendesaal des Kölner Funkhauses soll Schwarz gesiegt und sich damit für den internationalen Wettbewerb qualifiziert haben, wenngleich nicht sicher ist, ob diese Gesangsshow, wie in den Programmzeitschriften damals angekündigt, auch tatsächlich stattgefunden hat. Die Platzierungen bei der Endrunde am 24. Mai 1956 im Kursaal von Lugano wurden, abgesehen vom Siegertitel, nicht bekanntgegeben. Inoffiziell hieß es, Schwarz habe Platz zwei belegt. Musikalisch blieb dieses Stück sein einziger größerer Erfolg.
Seit 1948 arbeitete er in London für den Londoner Rundfunk als Sprecher und war seitdem ein begeisterter Anhänger der dortigen, seiner Meinung nach inhaltlich hochwertigen Radiowellen. Im Januar 1977 beschrieb er seine persönlichen Erfahrungen in London in der WDR-Sendung Hier spricht London. Radio-Collagen mit Tondokumenten der deutschsprachigen Abteilung der BBC 1938–1945. Darin äußerte sich Schwarz über seine Vorbilder, darunter Lindley Fraser (Leiter des German Service von 1946 bis 1963), Hugh Greene und Carl Brinitzer. Noch 1990 verwies er darauf, dass auch das deutsche Hörspiel wie in Großbritannien ein Millionenpublikum erreichen könne, wenn die Regisseure ein „bescheideneres Selbstverständnis“ hätten. Schwarz lebte später in Paris und Heidelberg und erwarb sich bei Hörspielproduktionen internationales Ansehen, etwa in Leo Tolstois Anna Karenina und Heinrich Manns Der Untertan. Über letztere Produktion hieß es in der Tageszeitung Die Welt: „Die Erzähler Walter Andreas Schwarz und Heiner Schmidt bringen einem den Text so suggestiv, gleichwohl unprätentiös nahe, dass man sich von Anfang an mit hineingezogen fühlt in die beklemmende Entwicklung eines Menschen, der sich fürchtet.“ Nach Johann Nestroys Satire Freiheit in Krähwinkel richtete er im Dezember 1988, orientiert an der Urschrift von 1849, für ORF und SWF eine szenische Lesung ein, die als „satirisch-akustischer Genuss“ gewürdigt wurde. Als Sprecher wirkte er in mehr als 200 Hörspielen mit.
Bei pläne records erschien 1986 ein Album mit Werken von Erich Mühsam, das Schwarz gemeinsam mit Dieter Süverkrüp aufgenommen hat. Süverkrüp singt darauf selbstvertonte Gedichte Mühsams, während Schwarz Prosatexte von ihm spricht.
Schwarz starb 1992 in Heidelberg.

## Werke

### Diskografie
- Meisterliche Chansons von und mit Walter Andreas Schwarz (Mit dem Orchester Hans-Georg Arlt) – EP mit vier Chansons, Ariola 36 755, 1958
- Im Wartesaal zum großen Glück / Für 300 Francs – Single, Ariola 35 748 A, 1958
- Es wird wieder schön / Auf dem Jahrmarkt der bunten Träume (Mit dem Orchester Hans-Georg Arlt) – Single, Ariola 35 813, 1958
- Geliebte, Du bist ein Engel / So ist das Leben – Single, Ariola 35 845 A, 1959
- Die Frucht der Ungesetzlichkeit. Der Deutschen Mai zu Hambach 1832–1982 (Soiree von W. A. Schwarz) – Doppel-LP, Südwestfunk Baden-Baden, SWF #71 & 72, 1982
- Der Bürger Karl Marx aus Trier (Sprechplatte) – Doppel-LP 1982, Südwestfunk Baden-Baden, SWF #79 & 80, 1983
- Erich Mühsam: Ich lade Euch zum Requiem (Mit Dieter Süverkrüp) – LP, pläne 88502, 1986; CD, Conträr 4302-2, 1995

### Filmografie (Auswahl)
- 1967: Interpol (TV-Filmreihe): …geborene Lipowski

### Hörspiele (Auswahl)
- 1947: Carl Zuckmayer: Der Hauptmann von Köpenick (Zuchthausdirektor) – Regie: Alfred Vohrer (Hörspiel – SDR)
- 1962: Leben und Taten des scharfsinnigen Edlen Don Quijote von La Mancha, HR/BR (Bearbeiter und Erzähler)
- 1965: Krieg und Frieden, WDR (Erzähler)
- 1965: Georges Simenon: Die Glocken von Bicêtre (Erzähler) – Bearbeitung und Regie: Gert Westphal (Kriminalhörspiel – SWF)
- 1967: Wilhelm Meisters theatralische Sendung, HR/WDR (Bearbeiter und Erzähler)
- 1967: Wiedergutmachung, Hörfolge, WDR/HR (Autor)
- 1967: Anna Karenina, WDR/HR (Erzähler)
- 1968: Die goldenen Jahre von St. Germain des Prés, HR (Autor)
- 1971: Der Untertan, WDR (Bearbeiter und Erzähler)
- 1977: Hier spricht London: Radiocollage zum deutschsprachigen Dienst der BBC 1938–1945, WDR
- 1980: Denn alles Fleisch ist wie das Gras, NDR Feature zur Erinnerung an die Befreiung des Konzentrationslagers Bergen-Belsen
- 1981: Jud Süß, SWF/SR (Bearbeiter)
- 1984: 1984 (Lesung), SDR (Sprecher)
- 1991: Per Anhalter ins All, SWF/BR (Übersetzer und Bearbeiter)
- 2013: Christoph Martin Wieland: Die Geschichte der Abderiten (Hörbuch – nur als Download), SWR Edition